# 400-km-Rennen von Bridgehampton 1962, 2. Rennen
Das zweite 400-km-Rennen von Bridgehampton 1962, auch Double 400, Bridgehampton, fand am 16. September 1962 auf dem Bridgehampton Race Circuit statt und war der 14. Wertungslauf der Sportwagen-Weltmeisterschaft dieses Jahres.

## Das Rennen
Einen Tag nach dem Rennen der GT-Wagen fand auf der Rennstrecke von Bridgehampton ein weiterer Wertungslauf der Sportwagen-Weltmeisterschaft 1962 statt. Diesmal waren GT- und Rennsportwagen über 2 Liter Hubraum startberechtigt. Nach einer Fahrzeit von fast drei Stunden siegte Pedro Rodríguez im Ferrari 330TRI/LM mit zwei Runden Vorsprung auf Bob Grossman in einem Ferrari 250 GTO.

## Ergebnisse

### Schlussklassement
| 1               | SR/S + 2.0 | 8  | North American Racing Team | Pedro Rodríguez                                          | Ferrari 330TRI/LM             | 87 |
| 2               | GT + 2.0   | 17 | Bob Grossman               | Bob Grossman                                             | Ferrari 250 GTO               | 85 |
| 3               | GT + 2.0   | 57 | Scuderia Bear              | Charlie Hayes Ed Hugus                                   | Ferrari 250 GTO               | 84 |
| 4               | SR/S 2.0   | 78 | Charles Kurtz              | Millard Ripley Charles Kurtz                             | Porsche 718 RS 61             | 84 |
| 5               | SR/S 2.0   | 36 | David Schiff               | David Schiff William Wonder                              | Porsche 718 RS 60             | 83 |
| 6               | GT + 2.0   | 60 | Briggs Cunningham          | Walt Hansgen                                             | Jaguar E-Type                 | 82 |
| 7               | GT + 2.0   | 41 | Bob Brown                  | Bob Brown                                                | Chevrolet Corvette            | 82 |
| 8               | GT + 2.0   | 18 | Florence Wylie             | Allan Wylie Gerry Georgi                                 | Ferrari 250 GT SWB            | 81 |
| 9               | GT + 2.0   | 11 | Grady Davis                | Dick Thompson Grady Davis                                | Chevrolet Corvette            | 81 |
| 10              | SR/S + 2.0 | 15 | Andrew Hedges              | John Todd Webster Todd                                   | Warwick Special GT            | 78 |
| 11              | GT + 2.0   | 54 | John Baxter                | Chuck Dietrich John Baxter                               | Ferrari 250 GT SWB            | 72 |
| 12              | GT + 2.0   | 81 | Harry Theodoracopoulos     | Harry Theodoracopoulos Filippo Theodoli Freddie Barrette | Ferrari 250 GT SWB            | 72 |
| Ausgefallen     |            |    |                            |                                                          |                               |    |
| 13              | SR/S 2.0   | 99 | Herb Swan                  | Herb Swan                                                | Porsche 718 RS 61             | 77 |
| 14              | SR/S + 2.0 | 61 | Briggs Cunningham          | Augie Pabst                                              | Maserati Tipo 151             | 55 |
| 15              | SR/S 2.0   | 23 | North American Racing Team | Denise McCluggage Allen Eager                            | Osca S1000                    | 42 |
| 16              | SR/S 2.0   | 14 | Bob Holbert                | Bob Holbert                                              | Porsche 718 RS 61/62          | 20 |
| 17              | SR/S + 2.0 | 5  | Alan Connell               | Alan Connell                                             | Cooper Monaco T57             | 16 |
| 18              | GT + 2.0   | 51 | Doug Thiem                 | Doug Thiem                                               | Ferrari 250 GT SWB Berlinetta | 6  |
| 19              | GT + 2.0   | 2  | Grady Davis                | Don Yenko                                                | Chevrolet Corvette            |    |
| 20              | GT + 2.0   | 69 | Frank Dominianni           | Frank Dominianni                                         | Chevrolet Corvette            |    |
| Nicht gestartet |            |    |                            |                                                          |                               |    |
| 21              | GT + 2.0   | 72 | Ray Heppenstall            | Tom Fleming Ray Heppenstall                              | Jaguar E-Type                 | 1  |

1 Bremsdefekt im Training

### Nur in der Meldeliste
Hier finden sich Teams, Fahrer und Fahrzeuge, die ursprünglich für das Rennen gemeldet waren, aber aus den unterschiedlichsten Gründen daran nicht teilnahmen.
| Pos. | Klasse     | Nr. | Team                       | Fahrer          | Chassis            |
| ---- | ---------- | --- | -------------------------- | --------------- | ------------------ |
| 22   | SR/S + 2.0 | 1   | Peter Hand Brewery         | Harry Heuer     | Chaparral 1        |
| 23   | SR/S 2.0   | 3   | North American Racing Team | Charlie Hayes   | Ferrari Dino 206SP |
| 24   | SR/S + 2.0 | 6   | North American Racing Team | John Fulp       | Ferrari 330 TRI/LM |
| 25   | SR/S + 2.0 | 6   | O and M Racing             | Bob Colombosian | Lotus 19           |

### Klassensieger
| Klasse     | Fahrer          | Fahrer        | Fahrzeug           | Platzierung im Gesamtklassement |
| ---------- | --------------- | ------------- | ------------------ | ------------------------------- |
| SR/S + 2.0 | Pedro Rodríguez |               | Ferrari 330 TRI/LM | Gesamtsieg                      |
| SR/S 2.0   | Millard Ripley  | Charles Kurtz | Porsche 718 RS 61  | Rang 4                          |
| GT + 2.0   | Bob Grossman    |               | Ferrari 250 GTO    | Rang 2                          |

### Renndaten
- Gemeldet: 25
- Gestartet: 20
- Gewertet: 12
- Rennklassen: 3
- Zuschauer: 15000
- Wetter am Renntag: kalt und trocken
- Streckenlänge: 4,603 km
- Fahrzeit des Siegerteams: 2:47:48,000 Stunden
- Gesamtrunden des Siegerteams: 87
- Gesamtdistanz des Siegerteams: 400,437 km
- Siegerschnitt: 143,183 km/h
- Pole Position: Pedro Rodríguez – Ferrari 330TRI/LM (8) – 1:49,600 = 151,185 km/h
- Schnellste Rennrunde: Pedro Rodríguez – Ferrari 330TRI/LM (8) – 1:50,200 = 150,361 km/h
- Rennserie: 14. Lauf zur Sportwagen-Weltmeisterschaft 1962